# Ubaid
Ubaid (arabiska: Tall al-Uabyd) är en forntida ort, belägen i södra Mesopotamien (i dagens Irak) som givit namn åt en förhistorisk tidsperiod och materiell kultur. 
Arkeologiska utgrävningar på orten har från perioden 5900-4300 f.Kr. bland annat dokumenterat bosättningar, ett tempel tillägnat gudinnan Ninhursag och föremål i lera, koppar och järn ofta med geometrisk ornamentik. 
Bland fynden har man också funnit reliefer, statyer. Arkitekturen var inte särskilt storskalig men desto mer rikligt dekorerad.
Materiella lämningar av Ubaid-karaktär har grävts fram över ett mycket stort geografiskt område. 